# La Anónima
La Sociedad Anónima Importadora y Exportadora de la Patagonia (BCBA: PATA), más conocida como La Anónima, es un grupo empresarial dedicado principalmente a la gestión de supermercados en Argentina, con centro en la Patagonia de ese país, aunque se ha extendido a otras provincias como Buenos Aires, Santa Fe y Córdoba. Entre 1957 y 1980 fue propietaria de Austral Líneas Aéreas. Entre sus principales accionistas históricos se encuentran miembros de las familias Braun, Menéndez y Reynal.

## Historia

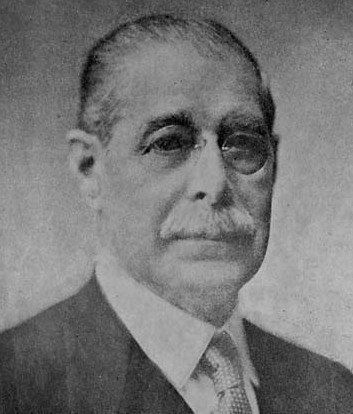
Mauricio Braun, uno de los cofundadores de la cadena.

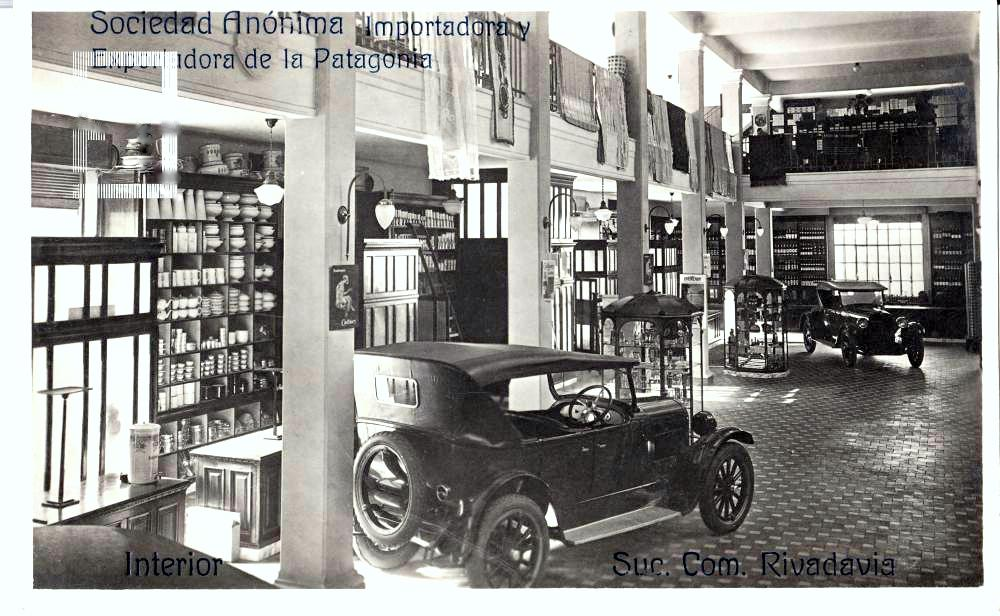
Interrior del supermercado en Comodoro Rivadavia en 1930. En sus comienzos la frase habitual era que se podía comprar desde una vajilla hasta un 0km en La Anónima.

En el año 1908, en distintas ciudades de la Patagonia como Trelew, Comodoro Rivadavia, Puerto Santa Cruz, entre otras; José Menéndez y Mauricio Braun dieron origen a Sociedad Anónima Importadora y Exportadora de la Patagonia, que se inició como almacenes generales, con estancias y una flota naval de su propiedad. Los Braun Menendéz se desempeñaron en diferentes rubros, acaparando gran parte del comercio de lanas, frigoríficos, almacenes, bancos y otros. Los Menéndez, estuvieron involucrados en la masacre de la Patagonia Rebelde, junto a otros empresarios y al propio Estado, donde fueron asesinados 1.800 trabajadores en el sur en el período de 1920 a 1922, donde además de la persecución a los trabajadores, se avanzó sobre los pueblos originarios.En 1908 crearon la  cadena de supermercados La Anónima. que cuenta con 162 sucursales en 83 ciudades del país. "La Anónima". A partir de 1942, cotiza en la Bolsa de Comercio de Buenos Aires. Para el año 1922 el presidente de "La Anónima" era Mauricio Braun, que siguió en este cargo hasta 1932, en que fue sustituido por Carlos Menéndez Behety. Entre 1929 y 1968 La Anónima editó la revista "La Argentina Austral".[cita requerida]
En 1957, La Anónima y otros socios crean la compañía aérea Austral Líneas Aéreas, segunda aerolínea comercial luego de Aerolíneas Argentinas. El nombre "Austral" proviene precisamente de la identidad patagónica de sus propietarios.
En 1967 inicia la dispersión de su capital entre distintos tenedores perdiendo barcos, almacenes y numerosos inmuebles. En 1979 el paquete accionario se concentra nuevamente en la familia Braun. Asumiendo la actual conducción de la Sociedad  En 1980, durante la dictadura autodenominada Proceso de Reorganización Nacional, La Anónima le vendió las acciones de Austral al Estado argentino, en una operación que ha sido considerado como un acto de corrupción, que involucró también la comisión de delitos de lesa humanidad. La decisión de ofrecer a la Anónima la compra de las acciones de la aerolínea, fue tomada por el ministro de Economía José Alfredo Martínez de Hoz y su equipo, quienes se caracterizaban por su ideología de oposición radical a la actuación del Estado en la actividad económica y muy particularmente a las empresas públicas. Para poder estatizar la empresa el ministro Martínez de Hoz debió enfrentar a la Fuerza Aérea Argentina, que se oponía a la estatización de la aerolínea y era partidaria de aplicar las leyes mercantiles sobre quiebra. Por entonces el principal accionista de La Anónima, con más de un 70%, era William Reynal, primo de Alejandro Reynal, integrante del equipo de Martínez de Hoz que por entonces se desempeñaba como vicepresidente del Banco Central; otros accionistas importantes eran Federico Braun, Pablo Braun y Eduardo Braun Cantilo. Austral estaba en ese momento al borde de la quiebra y el principal acreedor era el Estado, a la vez que el único acreedor privado era el Banco Latinoamericano (BLA), propiedad de Eduardo Saiegh, que tenía acciones de Austral en caución por siete millones de dólares. Saiegh fue secuestrado el 31 de octubre de 1980 y torturado durante una semana en la dependencia de la Policía Federal del Banco Nación y obligado a liquidar su banco. Luego de ser liberado Saiegh acusó a Alejandro Reynal de haber instigado su secuestro para quedarse con las acciones de Austral.
En 2010, la empresa vendió la cadena de minimercados Best (de la ciudad de Buenos Aires) a Carrefour.
En noviembre de 2014, La Anónima adquirió la cadena neuquina Topsy (junto a su subsidiaria Bomba). El traspaso se efectivizó desde el 2 de febrero de 2015.
En 2016 se denunció que, Miguel Braun, uno de los integrantes de la familia Braun dueños de la cadena, estando a cargo de la subsecretaría de Comercio Interior de la Nación, estableció multas a prácticamente todos los supermercados que forman parte de la competencia de su familia. A su vez diferentes diarios denunciaron que el frigorífico del grupo de supermercados La Anónima, perteneciente a la familia del secretario de Comercio Interior, Miguel Braun, y del jefe de Gabinete, Marcos Peña Braun, fue favorecida por el gobierno con una mayor participación en el cupo de exportación de carne vacuna premium a la Unión Europea, conocida como Cuota Hilton. En tanto otro periódico porteño denunció que la familia Braun gracias a dicha maniobra logró aventajar al resto de sus competidores en el reparto de carne premium para exportación en momentos en que el sector se encuentra en crisis y comienza a importar algunos cortes.
En 2018 causó controversia la utilización de la Gendarmería Nacional Argentina para custodiar los supermercados de la cadena,
al utilizarse una fuerza pública como seguridad de un negocio privado. Otros medios indicaron que la seguridad dentro de la empresa debería hacerse con personal privado y no con fuerzas públicas.